# Glasshouse (roman)
Glasshouse är en science fiction-roman av den brittiske författaren Charles Stross, först publicerad 2006. Romanen utspelar sig på 2600-talet ombord på en rymdfarkost på drift i den interstellära rymden. Huvudteman i denna roman är identitet, genusdeterminism, självbilden, konformism och grupptryck. Tvärtemot vad många tror, är denna inte en uppföljare till hans roman från 2005, Accelerando. Stross har dock uppgett att de två romanerna inte är uppenbart oförenliga, eftersom båda utspelar sig i samma universum. 
Glasshouse nominerades till Hugo-, Campbell- och Locuspriset 2007. 

## Sammandrag
Huvudpersonen Robin har nyligen fått sitt minne raderat. Han har gått med på att delta i ett experiment, där han är placerad inuti en modell av ett euroamerikanskt samhälle från sent 1900-tal/tidigt 2000-tal. Robin ges en ny identitet och kropp, särskilt den som en kvinna vid namn "Reeve". Kulturen som framträder i romanen baseras på den som beskrivits i sista kapitlet i Accelerando: "Survivor".  Mänskligheten har spritt sig genom galaxen med hjälp av maskhålsteknik, som man kopierat från utomjordiska routers, och på så sätt format ett överflöd av samhällen och politiska system. Det som huvuddelen av handlingen äger rum i var ursprungligen ett avancerat högsäkerhetsfängelse för krigsfångar, ett "glasshouse".